# La Bataille (film 1923)
La Bataille  è un film muto del 1923 diretto da Sessue Hayakawa e da Édouard-Émile Violet.
Nel 1933, ne venne fatto un remake sonoro dallo stesso titolo, distribuito in Italia come La battaglia e interpretato da Charles Boyer e Annabella.

## Produzione
Il film fu prodotto dalla Le Film d'Art.

## Distribuzione
Distribuito dalla Etablissements Louis Aubert, uscì nelle sale cinematografiche francesi il 28 dicembre 1923. La Universum Film (UFA), nel marzo 1924, lo distribuì in Germania con il titolo Über alles das Vaterland, oder die Schlacht.